# Historia de la Línea del Algarve
La Línea del Algarve es un tramo ferroviario situado en la región con el mismo nombre, que une las Estaciones de Estación de Vila Real de Santo António y Lagos, en Portugal.

## Planificación y construcción

### Planificación de la conexión ferroviaria al Algarve

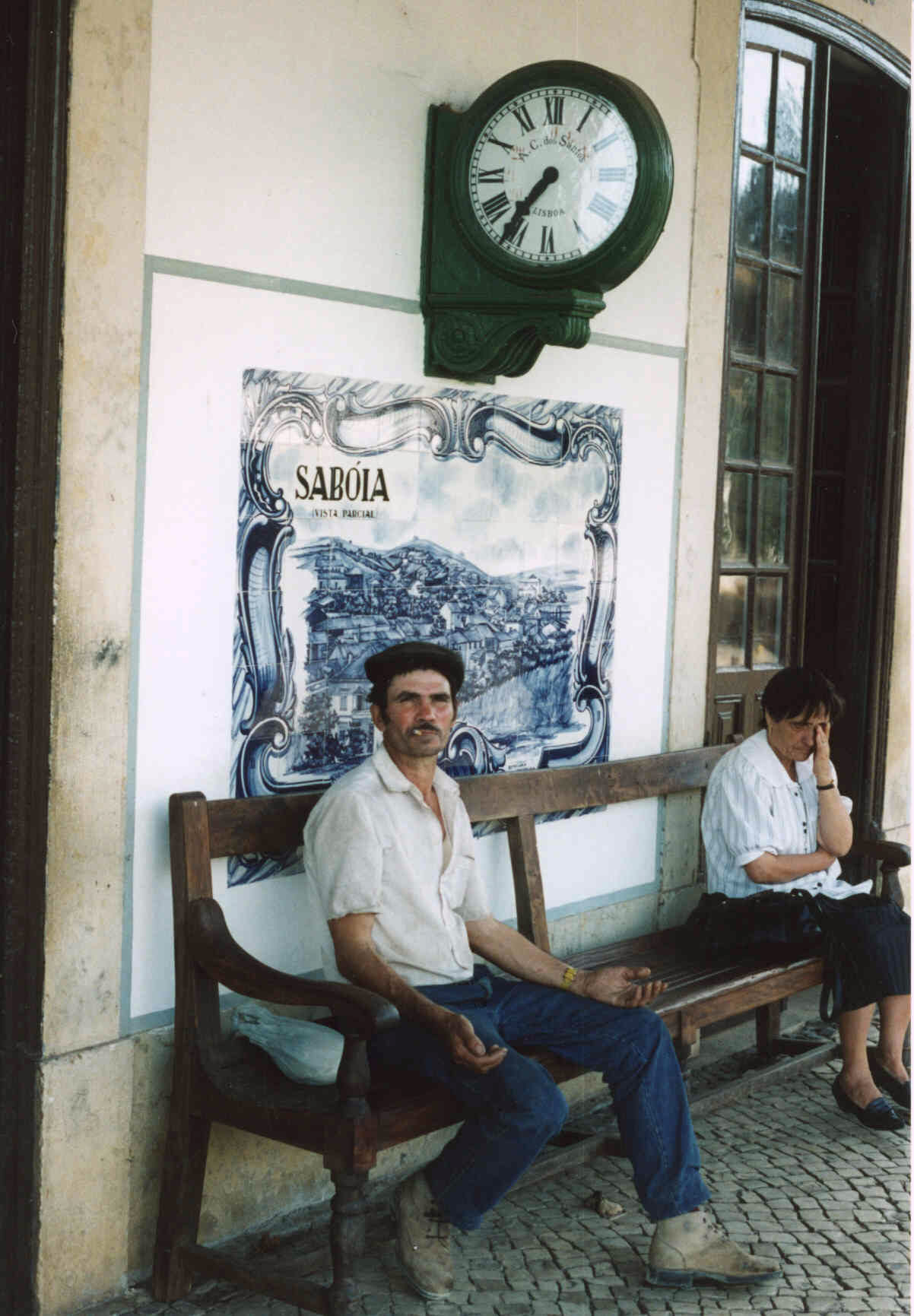
Estación de Santa Clara - Sabóia.

Antes de la continuación de la Línea del Sur para el Algarve, la estación utilizada por los usuarios de esta región para los desplazamientos a Lisboa y al Norte de Portugal era Casével, en el ayuntamiento de Castro Verde, actualmente parte del Distrito de Beja; el trayecto incluía el uso del transporte hasta Vila Real de Santo António, después vendría la subida o descenso del Río Guadiana en barco, y un nuevo desplazamiento por tierra entre Mértola y Casével.
En 1858, se discutió cual sería el trazado a seguir entre Beja y Faro, después la conexión ferroviaria hasta la capital del Alentejo se construiría; uno de los planos defendía que la línea debería seguir por Mértola y seguir el Río Guadiana hasta Vila Real de Santo António, existiendo un plan alternativo al paso por São Martinho das Amoreiras, Santa Clara-a-Velha - Sabóia, Ribeiro do Vale do bosque (junto a São Marcos da Serra y São Bartolomeu de Messines. El primer trayecto evitaría las dificultades de construcción en las sierras del Algarve, permitiría una futura conexión a España y pasaba más próximo a la Mina de São Domingos, mientras que el camino alternativo pasaba más próximo a las minas de Aljustrel y Neves Corvo; el trazado junto al Río Guadiana fue rechazado, debido al hecho de pasar más lejos de Aljustrel, y a la oposición de España en construir una conexión internacional en la región.
El 21 de abril de 1864, fue firmado un contrato entre el gobierno portugués y la Compañía de los Ferrocarriles de Sur, con el fin de prolongar la Línea del Ferrocarril de Beja hasta el litoral del Algarve;  el 25 de enero de 1866, una Orden de ley estableció que el ferrocarril debería terminar en Faro, y que debería estar concluido el 1 de enero de 1869.

### Construcción de la Línea del Sur hasta Faro

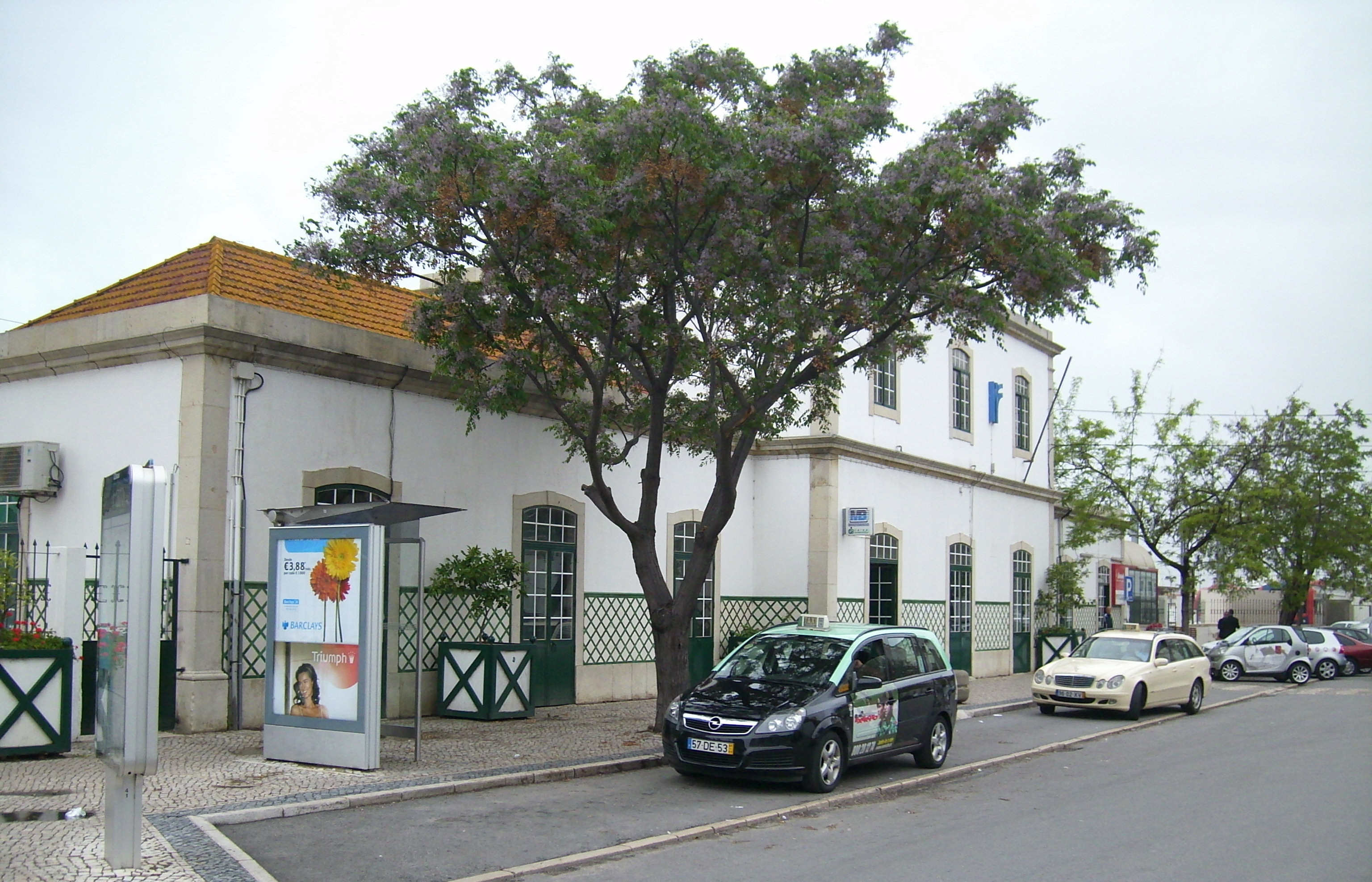
Estación de Faro.

La línea entre Casével y Faro fue construida en varios tramos independientes, con el fin de distribuir el trabajo para los habitantes de las diversas regiones, como forma de aliviar la escasez de recursos en ese momento.
A finales de 1866, los trabajos de movimiento de tierras se encontraban casi terminados entre Boliqueime y Faro, estando las vías de resguardo de varias estaciones, siete casas de guardia y los edificios principales de las Estaciones de Loulé y Boliqueime ya edificados; en ese momento, la casa de las máquinas de la Estación de Faro estaba casi construida, y algunos kilómetros de vía fuera de las estaciones ya estaban asentadas.
El 1 de julio de 1875, es publicada una ordenanza cargada a Nuno Augusto de Brito Taborda, director del Ferrocarril del Sudeste, de crear un proyecto definitivo para el Ferrocarril del Algarve; ese mismo día, es publicado un decreto que ordena al estado a construir este ferrocarril. En ese mismo año, las obras son retomadas, después fueron suspendidas debido al hecho de que la Compañía de los Ferrocarriles del Sur y Sudeste, entidad responsable de la construcción de este tramo, había sido disuelta por el estado. En ese momento, hubo una sequía en algunas zonas del Algarve, y las obras entre Faro y Barranco Longo se retomaron para combatir los problemas sociales causados por este fenómeno natural. Desde esa fecha hasta finales de 1875, se inició, independientemente, la construcción en los tramos entre São Bartolomeu de Messines - Barranco Longo, Barranco Longo y Pozo das Ferreiras, Pozo das Ferreiras y Boliqueime, y entre Boliqueime y Faro. Entre diciembre de este año y enero del año siguiente, los trabajos llevaban un retraso debido a lluvias intensas, y debido al hecho de que los trabajadores iban a trabajar en las cementeras. A finales de 1876, la vía entre Faro y São Bartolomeu de Messines se encontraba totalmente asentada, faltando, tan solo, concluir la vía entre esta estación y Casével.
La primera composición que llegó a la estación de Faro, el 21 de febrero de 1889, estaba formada por una locomotora y varios vagones, y tenía el objetivo de probar la resistencia de la vía. El 1 de julio de 1889, es abierto a la explotación el tramo entre Faro y Amoreiras; en ese mismo día, se produjo la inauguración oficial de la Estación Ferroviaria de Faro por la Familia real portuguesa, en la ciudad.

## Expansión de la Línea del Sur hasta Vila Real de Santo António

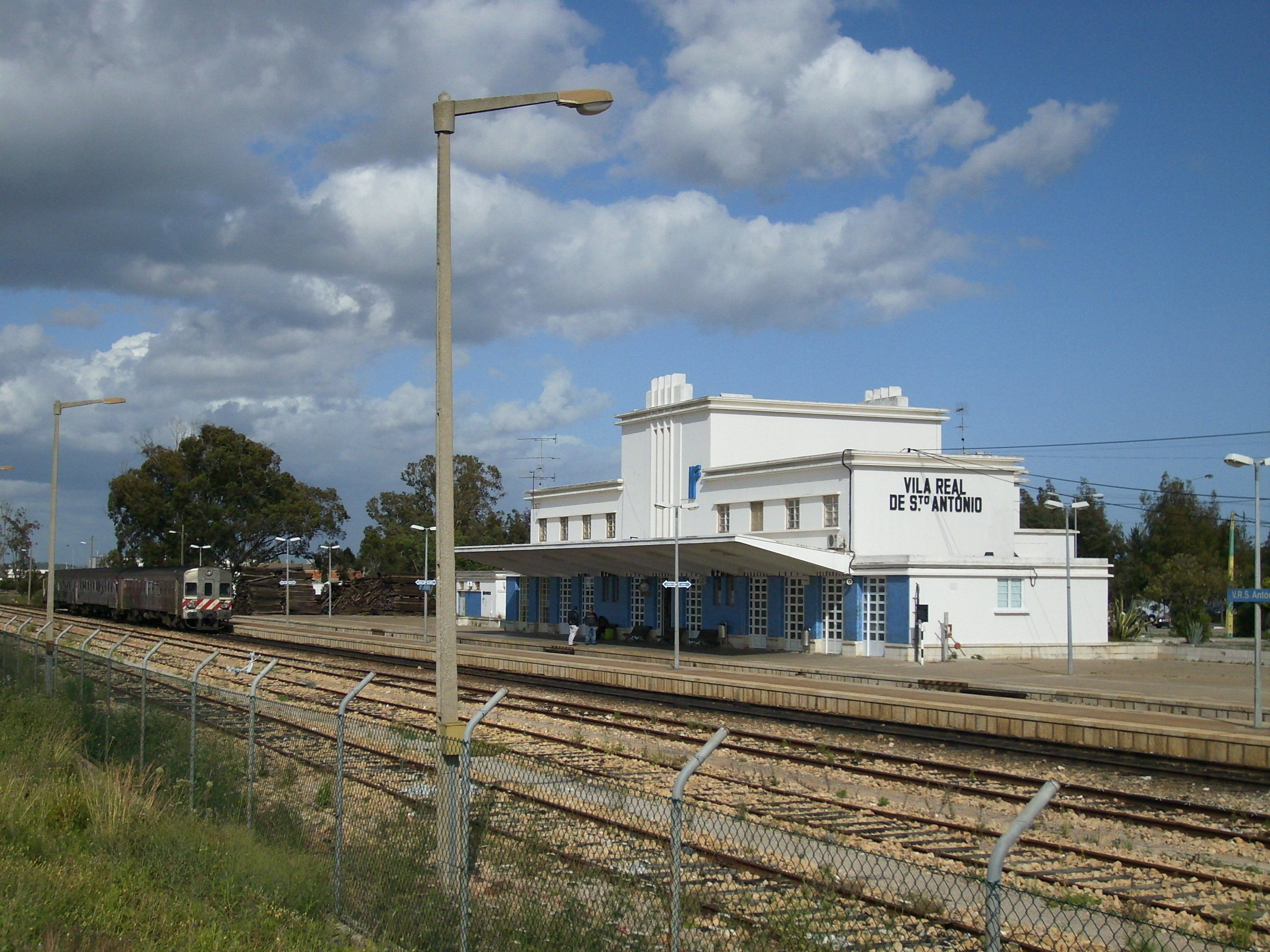
Estación de Vila Real de Santo António.

Un decreto, publicado el 6 de octubre de 1898, ordenó que dos comisiones técnicas delineasen planos de tráfico para varias líneas en todo el país; el Plan de la Red al Sur del Tajo, propuesto el 15 de mayo de 1899, se propuso la continuación de la Línea del Sur a partir de Faro. Una ley, publicada el 14 de julio del mismo año, autorizó al estado portugués a disponer fondos en la construcción de varias líneas, incluyendo la continuación de la Línea del Sur de Faro hasta Vila Real de Santo António.
La compañía de los Ferrocarriles del Sur y Sudeste, antes de haber sido disuelta, había ya recibido la concesión de la construcción de la continuación de la línea entre Faro y Vila Real de Santo António, habiendo llegado a elaborar un proyecto para este tramo; no obstante, este proyecto se centraba en una perspectiva de reducción de costes, haciendo una estación terminal en Faro y pasando la vía a Vila Real de Santo António a la vuelta de la ciudad. Así, el ingeniero Juán Pedro Tavares Trigueiros elaboró nuevos proyectos, que contemplaban el paso frente a la ciudad, junto a la Ria Formosa, con la construcción de elevaciones para la vía y un puente móvil para el acceso de embarcaciones al puerto. No obstante, en octubre de 1889, el diputado Ferreira de Almeida entregó, en nombre de 97 propietarios y negociantes de Faro, una mensaje al Ministro de la Obras Públicas para defender el trazado original de la línea; y, en diciembre de 1900, la Cámara Municipal de Faro mostró varios problemas de insalubridad y en el acceso al puerto, en caso de que este proyecto avanzase. Así, se volvió a considerar el paso de la vía a la vuelta de la ciudad, pero este nuevo proyecto traería varias dificultades técnicas y financieras, debido a pendientes elevadas y un gran número de rutas con las que se cruzaba, que tendrían que ser servidas por pasos a nivel con guardia. En marzo de 1902, se creó una comisión para decidir, definitivamente, cual sería el trazado a seguir para proseguir la Línea del Sur tras Faro; esta comisión, nombrada por una ordenanza del 27 de febrero de ese año, y presidida por el consejero Luiz Frederico de Bivar Gomes da Costa y formada por los pares Augusto César Justino Teixeira, Juán José da Silva Ferreira Netto y José Fernando de Sousa, entregó su parecer al gobierno en el mismo mes., habiendo favorecido el paso de la vía férrea junto a la Ria Formosa. A pesar de los defectos apuntados, el hecho es que este trayecto permitió la construcción de un puerto de resguardo para embarcaciones de pequeñas dimensiones, y aumentó la salubridad en la zona, al reducir la cantidad de lodo producido en la marea baja y permitir el despeje de los desechos urbanos, a través de un colector. Otro proyecto para establecer la línea a lo largo de la Ria Formosa, pasando junto a las localidades de Olhão, Fuseta y Tavira, fue defendido por Pinheiro Borges.
En junio de 1902, se preveía que las empresas para la construcción del tramo entre Faro y Olhão fuesen adjudicadas en breve, siendo dadas instrucciones a Arthur Mendes, el ingeniero encargado de este proyecto; en ese mes, se instaló en Faro una división del Servicio de Estudios y Construcciones de Líneas de la Red Complementario de los Ferrocarriles al Sur del Tajo, con el objetivo de estudiar y construir la conexión entre Faro y Vila Real de Santo António. Al mes siguiente, ya se efectuaba el balastaje y asentamiento de vía, siendo el empresario Bettencourt el encargado de asegurar la construcción del tramo, que debería estar concluido el 2 de septiembre de ese año. El 27 de agosto, la Sección de Estudios y Construcción de la prolongación de Faro a Vila Real de Santo António abrió licitaciones para varios puentes y pontones, en el tramo entre Faro y Olhão. Según una Ordenanza del 21 de noviembre, el Consejo Superior de Obras Públicas aprobó el proyecto definitivo para el segundo intento de prolongación entre Faro y Vila Real de Santo António, y el respectivo presupuesto.
El 20 de abril de 1903, la Dirección de Sur y Sudeste presentó varias licitaciones, para la elaboración de terraplenes, pontones, acueductos y un paso superior, en el tramo entre Olhão y Fuseta, además de la construcción de los apeaderos de Marim y Bias y de la Estación de la Fuseta. En julio de ese año, se abrió un nuevo contrato, para la edificación de varias casas de guardia y de una casa de partido en el tramo entre Faro y Olhão.
A línea llegó a Olhão el 28 de marzo de 1904 (aunque la estación no fue oficialmente inaugurada hasta el 15 de mayo de ese año), Fuzeta el 1 de septiembre, Luz de Tavira el 31 de enero de 1905, Tavira el 19 de marzo del mismo año, y a Vila Real de Santo António el 14 de abril de 1906. El trazado del ferrocarril entre Faro y Vila Real de Santo António siguió, esencialmente un trazado costero, próximo a la antigua Ruta Nacional; entre Olhão y Fuzeta, siguió junto a la costa para evitar el terreno accidentado en el interior, y entre Fuzeta y Vila Real de Santo António, el trazado se apartó de la costa para evitar los terrenos pantanosos.

### Construcción del Ramal de Lagos
La instalación de este ferrocarril se insertó en un ambiente de transición en la administración ferroviaria en Portugal, lo que atrasó considerablemente su construcción; y no fue hasta la publicación de una ley, el 29 de marzo de 1883, cuando se autorizó por parte del estado a continuar las obras de construcción de los proyectos previstos anteriormente, una vez que los concursos respectivos no habían obtenido ningún resultado, incluía una cláusura, que se refería a un ramal hasta Portimão, saliendo de la línea principal junto a las localidades de São Bartolomeu de Messines o Tunes. No obstante, la necesidad de concluir otros proyectos ferroviarios, de mayor importancia, fue relegando esta línea a un segundo plano.

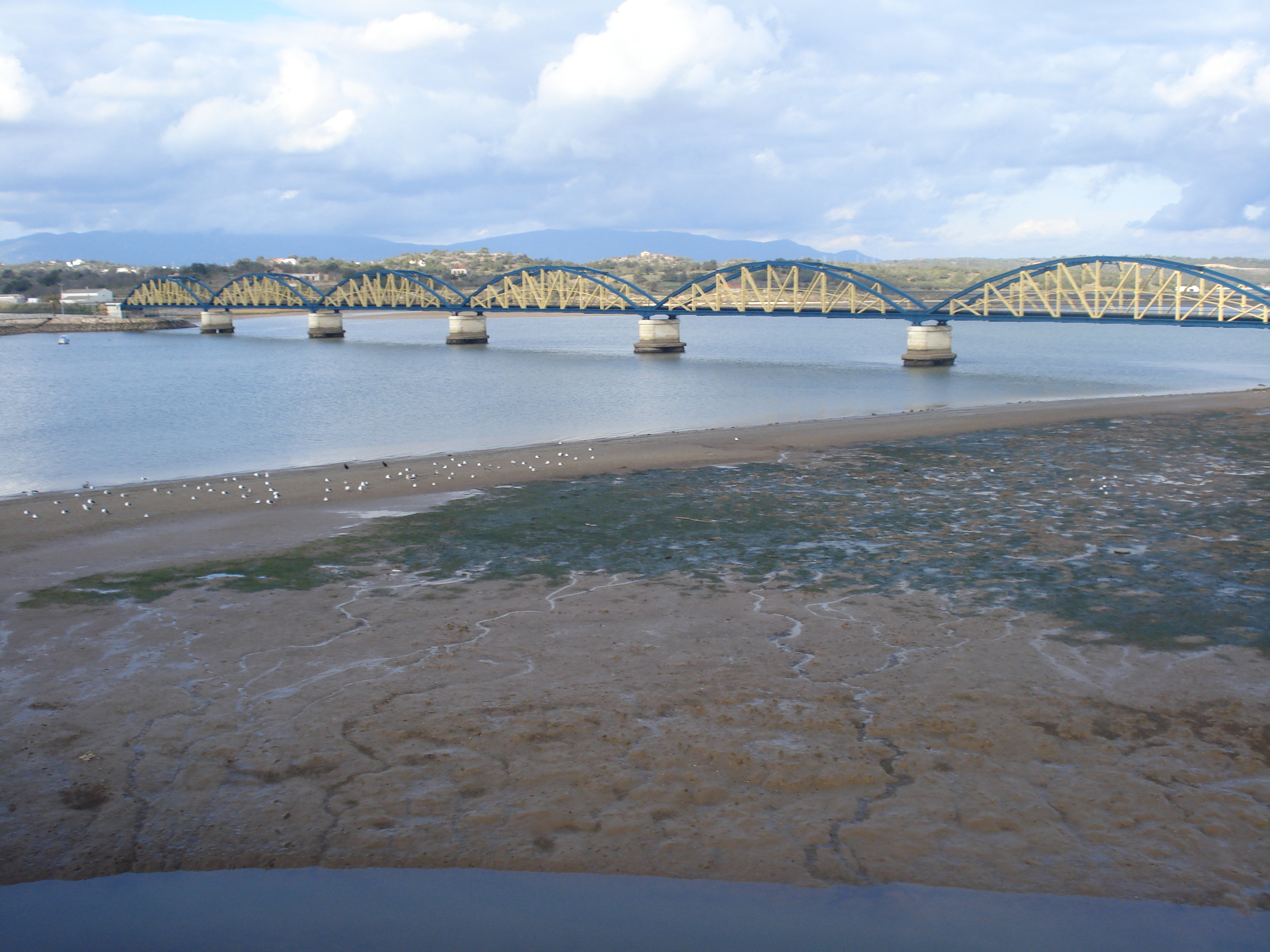
Puente Ferroviario de Portimão, sobre el Río Arade, entre Ferragudo y Portimão.

La ley del 14 de julio de 1899 también autorizó al estado a gastar fondos en la construcción del entonces denominado Ramal de Portimão, y fijó el lugar de enlace en Tunes, porque, en aquel punto, el trazado era mucho menos duro, y podrían hacerse servicios directos entre el Sotavento y el Barlovento del Algarve. El 10 de octubre de 1899, es abierto a la explotación el tramo entre Tunes y Algoz, y, el 19 de marzo del año siguiente, entra en servicio la línea hasta Pozo Barreto.
En enero de 1902, fue pedido al Ministro de Obras Públicas el nombramiento de una comisión técnica para el análisis del tramo entre Pozo Barreto y Silves; este tramo fue oficialmente abierto al servicio el 1 de febrero de este año, no habiéndose realizado ninguna clase de festejo, por orden de la dirección de la compañía. A esas alturas, las obras de la continuación hasta Portimão se encontraban bastante avanzadas, previéndose la apertura de este tramo para el final del año; este tramo fue proyectado por el ingeniero Augusto Victor da Costa Sequeira, con la colaboración del jefe de sección Eduardo de Mello Garrido. En diciembre, estaba prevista una breve inspección y apertura de este tramo, que fue inaugurado el 15 de febrero de 1903, se inauguró el tramo entre Portimão y Silves, concluyendo el Ramal.
La continuación del Ramal hasta Lagos, que estaba prevista en el Plan de la Red al Sur del Tajo de 1899, no se verificó inmediatamente, debido a los elevados costes derivados de la construcción de un puente sobre el Río Arade, lo que provocó el descontento entre los habitantes de esta región. En 1908, se pedía la construcción de la línea hasta Lagos, para un mejor acceso hasta la región junto al Cabo de São Vicente, debido su elevada producción cerealera, y para apoyar una alternativa a las inadecuadas carreteras de la zona. Con el fin de obtener los fondos necesarios para este proyecto, Ribeiro Lopes, presidente de la Cámara Municipal de Lagos, inició, en 1912, el cobro de un impuesto sobre las exportaciones del ayuntamiento; la alcaldía contrajo, el 21 de agosto del mismo año, un préstamo para financiar las obras, pero la ley 460, del 24 de septiembre de 1915, autorizó al consejo de administración de los Ferrocarriles del Estado a devolver el dinero, y pedir un préstamo a la Caja General de Depósitos y Instituciones de Previsión, con un valor de 500.000 escudos, para este proyecto.
El sucesor de Ribeiro Lopes, Vítor da Costa y Silva, consiguió obtener el apoyo del estado para esta empresa; con una ley del 11 de abril de 1917 que se refiere a la concesión de un apoyo financiero para los Ferrocarriles del Estado, con vistas a la continuación de las obras en diversos tramos ferroviarios, incluyendo el Ramal de Portimão. Este proyecto fue concluido el 30 de julio de 1922, con la inauguración de la Estación de Lagos y de una nueva en Portimão, pasando la antigua estación a tener la denominación de Ferragudo-Parchal. El proyecto original de construcción de la Estación de Lagos en el Rossio de S. Juán, a la salida norte de la ciudad, fue abandonado, habiéndose procedido a la construcción de esta plataforma en el margen Este del Río Molião (actualmente Ribeira de Bensafrim).
La conexión entre Lagos y São Tiago do Cacém, pasando por Odemira, fue, igualmente, incluida en el Plan de la Red al Sur del Tajo de 1899; observándose, no obstante, que su construcción sería difícil, y que la zona tributaria de esta línea sería demasiado estrecha, por lo que este proyecto sería de menor importancia.

## La línea durante elsigloXX
En 1908, algunas de las estaciones ferroviarias en esta línea ya disponían de iluminación eléctrica, mientras que otras, incluyendo la de Faro, también utilizaban lámparas de petróleo.

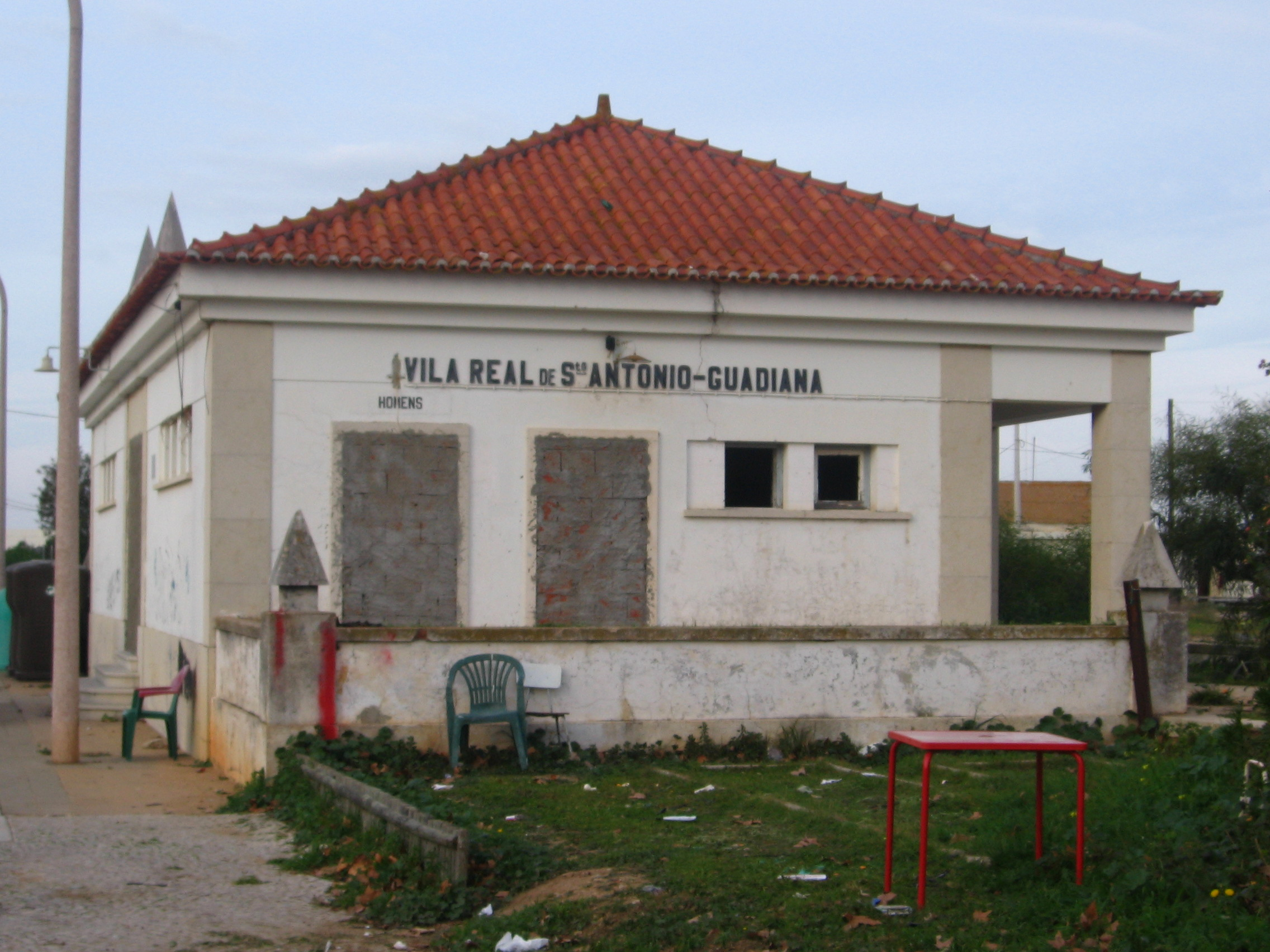
Estación de Vila Real de Santo António - Guadiana.

 A 19 de agosto de 1925, es publicada una ordenanza, que ordenó la realización de un estudio, para la construcción de una conexión ferroviaria entre Lagos y Sines.
El 14 de noviembre de 1930, fue publicada una ordenanza que nombró una comisión, para la elaboración de un estudio sobre la explotación, tarifas, y el tráfico en diversas líneas, incluyendo la del Algarve.
En 1933, la compañía de los Caminhos de Ferro Portugueses organizó diversas excursiones de corta duración en esta línea, con el objetivo de dar a conocer la región del Algarve.
En la década de 1940, es inaugurada la estación de Vila Real de Santo António – Guadiana, actualmente retirada del servicio.
El 26 de julio de 1950, son aprobadas obras en la cochera de la estación de Lagos, con el objetivo de auxiliar los servicios de automotores en el Algarve. En el mismo mes, son iniciadas las obras de construcción del Apeadero del Bom João, junto a Faro. Este apeadero fue inaugurado el 1 de noviembre del mismo año.
En la década de 1990, es iniciado el servicio Comboi Azul, que une el Algarve con Oporto, y, el 20 de junio de 2003, es realizado el primer viaje técnico entre Faro y la Estación del Oriente, en Lisboa.
El tramo entre Tunes y Vila Real de Santo António era parte de la Línea del Sur, mientras que el tramo de Lagos a Tunes constituía el Ramal de Lagos. Solo en 1992 los dos tramos fueron reclasificados como Línea del Algarve, conforme a lo indicado en el Decreto de ley 116/92 del 20 de junio.
El 8 de noviembre de 1997, se produjo una colisión entre dos composiciones junto a la Estación de Estômbar - Lagoa, provocando 6 muertos y 14 heridos.
En 1993, se encontraba planeada la introducción, en los servicios entre Barreiro y Vila Real de Santo António, de vagones modernizados, construidos originalmente por la empresa Sociedades Reunidas de Fabricações Metálicas.

### sigloXXI
En 2003, se inició la preparación de la revisión del Plan Regional de Ordenamiento del Territorio, documento donde se encontraban varias sugerencias y propuestas para volver más eficaz y atractivo el transporte ferroviario en el Algarve.
En 2007, el Estudio de Viabilidad del Sistema Ferroviario del Algarve avanzó con seis escenarios para el futuro de esta línea, abarcando dos de ellos el trazado existente, proponiendo mejorías en el material circulante y en el número de paradas; uno de los escenarios incidió sobre la electrificación total de la línea y el refuerzo de la capacidad de cruce; otro, sobre la creación de un trazado alternativo entre Estômbar y Patã y en la circular Norte de Faro, de forma que se aproximase la vía a los centros urbanos; los últimos escenarios propusieron la implementación de un sistema ferroviario ligero, en modalidad Tram-train, entre Faro y Portimão.
En septiembre de 2009, se iniciaron dos concursos públicos, observando la sustitución de traviesas y carriles en los tramos Faro - Vila Real de Santo António y Tunes - Lagos.
En octubre de 2009, la Red Ferroviaria Nacional (REFER), empresa que gestiona las infraestructuras ferroviarias en esta línea, inició un proyecto de supresión de varios pasos de nivel, con el objetivo de aumentar la seguridad. La circulación automóvil será efectuada por pasos a distinto nivel. Este proyecto, que se espera que estuviese concluido en 2011, va primero a incidir sobre los pasos a nivel de Estômbar y Livramento.
El presidente de la Comunidad Intermunicipal del Algarve, Macário Correia y el vicepresidente, António Eusébio, defendieron, en 2009, la construcción de una conexión ferroviaria entre esta región y España. En octubre de este año, fue entregada al Ministerio de Obras Públicas, Transportes y Comunicaciones un informe preliminar para la modernización de la Línea del Algarve.
En enero de 2010, una inundación cortó, temporalmente, la circulación ferroviaria entre Olhão y Fuzeta. También en este año, la Red Ferroviaria Nacional afirmó invertir, hasta finales de 2011, 30 millones de Euros en la Línea del Algarve, en trabajos de mantenimiento, incluyendo la sustitución de más de 21 kilómetros de traviesas y 44 de carriles entre Faro y Vila Real de Santo António, la renovación de 17 kilómetros de traviesas y 43 de carriles en el Ramal de Lagos, complementando la sustitución de traviesas en 25,8 kilómetros en este tramo. Esta entidad pretende, en los próximos cinco años, invertir 40 millones de euros en la sustitución de la señalización mecánica por señalización electrónica en el tramo entre Olhão Vila Real de Santo António, y efectuar diversas intervenciones en estaciones, en trabajos de geotecnia y en el refuerzo de obras de arte. En 2009, el operador Takargo preveía desviar parte de su tráfico por la Línea del Algarve.

### Impacto del transporte ferroviario en el Algarve
El desarrollo de los ferrocarriles en el Algarve trae un medio de transporte rápido, regular, de gran capacidad, módico, y que viene a sustituir las carreras regulares marítimas entre el Algarve y el resto del país. El transporte ferroviario mejoró las conexiones entre las zonas Oriental y Occidental de esta región, y con el Bajo Alentejo, Setúbal y Vale do Tajo; aportó nuevos mercados para los productos del Algarve, especialmente el pescado fresco y en conserva, habiendo permitido el uso de los Puertos de Lisboa y Setúbal en las exportaciones e importaciones de y para el Algarve; posibilitó intercambios comerciales con más regiones, nacionales e internacionales, impulsó las industrias de piscifactoría, conservera y de extracción de sal; y auxilió en la transformación de Monte Gordo como destino de verano de las poblaciones del Algarve, Bajo Alentejo y Lisboa. Además de esto, atrajo una mayor organización de la circulación interna en el Sotavento Algarvio.
Se asumió, igualmente, en los inícios del siglo XX, como una alternativa en las conexiones viarias en la región, que se encontraban, en aquella altura, con graves problemas de conservación, lo que las convertía en casi intransitables durante la mayor parte del año.
La prolongación de la Línea del Sur hasta el Sotavento Algarvio trajo alteraciones importantes en la agricultura de esta zona, porque abrió nuevos mercados, a nivel regional, nacional e internacional. Los productos más expedidos fueron las hortalizas y frutas frescas; la gran demanda de estos productos, especialmente en el mercado de Lisboa, impulsó la modernización de la agricultura en esta región, habiéndose introducido nuevas técnicas y culturas, como el cultivo de secano. El Barlavento Algarvio, por su parte, tenía plantaciones más extensas, con mayor producción, y, por ello, más propicias a la venta en mercados más grandes, usando el transporte ferroviario.
El transporte de mercancías por ferrocarril desempeño un papel importante en las relaciones externas del Sotavento Algarvio, al permitir así un flujo constante de los productos de la región, la importación de cereales y adobes, la distribución de harinas desde Faro y Vila Real de Santo António y de adobes y aceites por Faro, y la viabilidad de permutas de harinas y cereales por ganado, lo que impulsó el establecimiento de una importante industria en Vila Real de Santo António. A partir de 1906, ganó en importancia una nueva clase profesional en el Algarve: los ferroviarios